# مقلاد حراري
المقلاد الحراري هو مقلاد يغلق عند بلوغ درجة الحرارة حدا معينا ويستخدم أساسا في نظام التبريد في السيارات لتشغيل مروحة المبرد.